# Govern d'Andorra 1997-2001
El Govern d'Andorra 1997–2001 fou el segon executiu presidit per Marc Forné, corresponent a la segona legislatura andorrana. Prengué possessió l'abril del 1997 i patí dues reestructuracions importants els anys 1998 i el 2000.

## Composició del govern
| Govern d'Andorra de 1997–2001                                                                 |                                                                     |                |
| Càrrec                                                                                        | Titular                                                             | Partit polític |
| Cap de Govern                                                                                 | Marc Forné Molné 21 de març de 1997–9 d'abril de 2001               | Unió Liberal   |
| Presidència (1997-1998) Presidència i Interior (1998-2000) Presidència i Economia (2000-2001) | Estanislau Sangrà Cardona 1r d'abril de 1997–22 de març de 2000     | Unió Liberal   |
| Presidència (1997-1998) Presidència i Interior (1998-2000) Presidència i Economia (2000-2001) | Enric Casadevall Medrano 22 de març de 2000–9 d'abril de 2001       | Unió Liberal   |
| Relacions Exteriors                                                                           | Albert Pintat Santolària 1r d'abril de 1997–9 d'abril de 2001       | Unió Liberal   |
| Finances (1997-2000) Finances i Interior (2000-2001)                                          | Susagna Arasanz Serra 1r d'abril de 1997–22 de març de 2000         | Unió Liberal   |
| Finances (1997-2000) Finances i Interior (2000-2001)                                          | Estanislau Sangrà Cardona 22 de març de 2000–9 d'abril de 2001      | Unió Liberal   |
| Economia (1997-2000)                                                                          | Enric Casadevall Medrano 1r d'abril de 1997–22 de març de 2000      | Unió Liberal   |
| Ordenament Territorial                                                                        | Josep Garrallà Rossell 1r d'abril de 1997–9 d'abril de 2001         | Unió Liberal   |
| Interior (1997-1998)                                                                          | Lluís Montanya Tarrés 1r d'abril de 1997–8 d'octubre de 1998        | Unió Liberal   |
| Salut i Benestar                                                                              | Josep Maria Goicoechea Utrillo 1r d'abril de 1997–9 d'abril de 2001 | Unió Liberal   |
| Educació, Joventut i Esports                                                                  | Carme Sala Sansa 1r d'abril de 1997–10 de setembre de 1998          | Unió Liberal   |
| Educació, Joventut i Esports                                                                  | Pere Cervós Cardona 15 de setembre de 1998–9 d'abril de 2001        | Unió Liberal   |
| Cultura (1997-1998)                                                                           | Pere Canturri Montanya 1r d'abril de 1997–30 de setembre de 1998    | Unió Liberal   |
| Medi Ambient i Turisme (1997-1998) Turisme i Cultura (1998-2001)                              | Enric Pujal Areny 1r d'abril de 1997–9 d'abril de 2001              | Unió Liberal   |
| Agricultura i Medi Ambient                                                                    | Olga Adellach Coma 15 de setembre de 1998–9 d'abril de 2001         | Unió Liberal   |